# فهرست فیلسوفان زاده قرن بیستم میلادی
فیلسوفان زادهٔ قرن ۲۰ میلادی (و سایر افراد مهم در تاریخ فلسفه) به ترتیب حروف الفبای انگلیسی (حرف نخست نام خانوادگی به زبان انگلیسی) آورده شده‌است:
برای تاریخ فلسفه در قرن ۲۰ میلادی، به فلسفهٔ قرن بیستم میلادی مراجعه کنید.
یادداشت: این فهرست با معیارهای حداقلی برای وارد کردن نام افراد ایجاد گردیده و ارتباط برخی از افراد نام برده شده در این فهرست با فلسفه مورد اختلاف است.

## A
- Elisa Aaltola (زادهٔ ۱۹۷۶)

```
ali jamshid
 (زاده ۲۰۰۷)
```

- Richard Aaron (۱۹۰۱–۱۹۸۷)
- Nicola Abbagnano (۱۹۰۱–۱۹۹۰)
- بیژن عبدالکریمی (زادهٔ ۱۹۶۳)
- طه عبدالرحمن (زادهٔ ۱۹۴۴)
- Miguel Abensour (۱۹۳۹–۲۰۱۷)
- Arash Abizadeh
- David Abram (زادهٔ ۱۹۵۷)
- Gerd B. Achenbach (زادهٔ ۱۹۴۷)
- Peter Achinstein (زادهٔ ۱۹۳۵)
- Hans Achterhuis (زادهٔ ۱۹۴۲)
- H. B. Acton (۱۹۰۸–۱۹۷۴)
- مریلین مک کورد آدامز (۱۹۴۳–۲۰۱۷)[b][c]
- رابرت مریهو آدامز (زادهٔ ۱۹۳۷)[b][c]
- Peter Adamson (زادهٔ ۱۹۷۲)
- مورتیمر ادلر (۱۹۰۲–۲۰۰۱)
- Mantas Adomėnas (زادهٔ ۱۹۷۲)
- تئودور آدورنو (۱۹۰۳–۱۹۶۹)[a][b][c][d][e]
- صدیق افغان (زادهٔ ۱۹۵۸)
- میشل عفلق (۱۹۱۰–۱۹۸۹)
- جورجو آگامبن (زادهٔ ۱۹۴۲)
- Sylviane Agacinski (زادهٔ ۱۹۴۵)
- Khurshid Ahmad (زادهٔ ۱۹۳۲)
- Timo Airaksinen (زادهٔ ۱۹۴۷)
- Shabbir Akhtar (زادهٔ ۱۹۶۰)
- Lilli Alanen (زادهٔ ۱۹۴۱)
- راچل البک جیدران (زادهٔ ۱۹۶۰)
- David Albert (زادهٔ ۱۹۵۴)
- هانس آلبرت (زادهٔ ۱۹۲۱)
- راجرز البریتن (۱۹۲۳–۲۰۰۲)
- Linda Martín Alcoff
- Virgil Aldrich (1903–1998)[b]
- Gerda Alexander (۱۹۰۸–۱۹۹۴)
- الکساندر دانیلویچ الکساندروف (۱۹۱۲–۱۹۹۹)
- Robert Alexy (زادهٔ ۱۹۴۵)
- Lucy Allais
- George James Allan (زادهٔ ۱۹۳۵)
- Anita L. Allen (زادهٔ ۱۹۵۳)
- Diogenes Allen (۱۹۳۲–۲۰۱۳)
- William B. Allen (زادهٔ ۱۹۴۴)
- Henry E. Allison (زادهٔ ۱۹۳۷)
- ویلیام آلستون (۱۹۲۱–۲۰۰۹)[a][b][c]
- Jimmy Altham (زادهٔ ۱۹۴۴)
- لوئی آلتوسر (۱۹۱۸–۱۹۹۰)[a][b][c][d]
- Peter Alward (زادهٔ ۱۹۶۴)
- Karl Ameriks (زادهٔ ۱۹۴۷)
- Roger T. Ames (زادهٔ ۱۹۴۷)
- Günther Anders (۱۹۰۲–۱۹۹۲)
- آلان راس اندرسون (۱۹۲۵–۱۹۷۳)[b][c]
- C. Anthony Anderson (زادهٔ ۱۹۴۰)
- Elizabeth S. Anderson (زادهٔ ۱۹۵۹)
- John Mueller Anderson (۱۹۱۴–۱۹۹۹)
- Pamela Sue Anderson (۱۹۵۵–۲۰۱۷)
- R. Lanier Anderson
- Judith Andre
- Antanas Andrijauskas (زادهٔ ۱۹۴۸)
- Ian Angus (زادهٔ ۱۹۴۹)
- Loreta Anilionytė
- Julia Annas (زادهٔ ۱۹۴۶)
- الیزابت انسکوم (۱۹۱۸–۲۰۰۱)[a][b][c][d]
- Dario Antiseri (زادهٔ ۱۹۴۰)
- John P. Anton (۱۹۲۰–۲۰۱۴)
- Louise Antony
- کارل اتو آپل (۱۹۲۲–۲۰۱۷)
- قوام آنتونی آپیا (زادهٔ ۱۹۵۴)
- Richard Aquila
- Lennart Åqvist (زادهٔ ۱۹۳۲)
- István Aranyosi (زادهٔ ۱۹۷۵)
- رضا داوری اردکانی (زادهٔ ۱۹۳۳)
- هانا آرنت (۱۹۰۶–۱۹۷۵)[a][b][c][d][e]
- Türker Armaner (زادهٔ ۱۹۶۸)
- A. H. Armstrong (۱۹۰۹–۱۹۹۷)
- David Malet Armstrong (1926–2014)[a][b][c][d]
- John Armstrong (زادهٔ ۱۹۶۶)
- Juan Arnau (زادهٔ ۱۹۶۸)
- Richard Arneson
- Nomy Arpaly
- رمون آرون (۱۹۰۵–۱۹۸۳)
- Robert Arrington (۱۹۳۸–۲۰۱۵)
- زکی ارسوزی (۱۸۹۹–۱۹۶۸)
- John Arthur (۱۹۴۶–۲۰۰۷)
- Mariano Artigas (۱۹۳۸–۲۰۰۶)
- Adil Asadov (زادهٔ ۱۹۵۸)
- Molefi Kete Asante (زادهٔ ۱۹۴۲)
- Karl Aschenbrenner (۱۹۱۱–۱۹۸۸)
- Pandurang Shastri Athavale (۱۹۲۰–۲۰۰۳)
- Margaret Atherton
- Ronald Field Atkinson (۱۹۲۸–۲۰۰۵)
- سید محمد نقیب العطاس (زادهٔ ۱۹۳۱)
- گوئنائل اوبری (زادهٔ ۱۹۷۱)
- رابرت آئودی (زادهٔ ۱۹۴۱)
- Lene Auestad (زادهٔ ۱۹۷۳)
- جان لانگشاو آستین (۱۹۱۱–۱۹۶۰)[a][b][c][d]
- Armen Avanessian (زادهٔ ۱۹۷۳)
- Jeremy Avigad (زادهٔ ۱۹۶۸)
- Francisco J. Ayala (زادهٔ ۱۹۳۴)
- آلفرد جی آیر (۱۹۱۰–۱۹۸۹)[a][b][c][d][e]
- Michael R. Ayers (زادهٔ ۱۹۳۵)
- هیروکی آزوما (زادهٔ ۱۹۷۱)
- Joxe Azurmendi (زادهٔ ۱۹۴۱)
- Salvino Azzopardi (۱۹۳۱–۲۰۰۶)
- جودی ازونی (زادهٔ ۱۹۵۴)

## B
- Harriet Baber (زادهٔ ۱۹۵۰)
- Babette Babich (زادهٔ ۱۹۵۶)
- Kent Bach (زادهٔ ۱۹۴۳)
- Bronisław Baczko (۱۹۲۴–۲۰۱۶)
- آلن بدیو (زادهٔ ۱۹۳۷)
- جولیان بگینی (زادهٔ ۱۹۶۸)
- Archie J. Bahm (۱۹۰۷–۱۹۹۶)
- Annette Baier (1929–2012)[b]
- Kurt Baier (1917–2010)[b]
- Alan Baker
- Gordon Park Baker (۱۹۳۸–۲۰۰۲)
- Lynne Rudder Baker (۱۹۴۴–۲۰۱۷)
- Albena Bakratcheva (زادهٔ ۱۹۶۱)
- Gopal Balakrishnan (زادهٔ ۱۹۶۶)
- توماس بالدوین (زادهٔ ۱۹۴۷)
- اتین بالیبار (زادهٔ ۱۹۴۲)
- حسن‌البنا (۱۹۰۶–۱۹۴۹)
- Michael Banner (زادهٔ ۱۹۶۱)
- Yehoshua Bar-Hillel (۱۹۱۵–۱۹۷۵)
- Dorit Bar-On
- کارن باراد (زادهٔ ۱۹۵۶)
- José Barata-Moura (زادهٔ ۱۹۴۸)
- Alejandro Bárcenas
- Sidi Mohamed Barkat (زادهٔ ۱۹۴۸)
- Jason Barker
- Stephen F. Barker (۱۹۲۷–۲۰۱۹)
- Elizabeth Barnes
- Jonathan Barnes (زادهٔ ۱۹۴۲)[b][c]
- مارسیا بارون (زادهٔ ۱۹۵۵)
- Eduardo Barrio
- Phillip Barron
- Brian Barry (1936–2009)[b][c]
- Christian Barry
- Norman P. Barry (۱۹۴۴–۲۰۰۸)
- William Barrett (۱۹۱۳–۱۹۹۲)
- رولان بارت (۱۹۱۵–۱۹۸۰)[a][c][d]
- Steven James Bartlett (زادهٔ ۱۹۴۵)
- W. W. Bartley III (۱۹۳۴–۱۹۹۰)
- Jon Barwise (۱۹۴۲–۲۰۰۰)
- Jacques Barzun (۱۹۰۷–۲۰۱۲)
- David Basinger
- Diderik Batens (زادهٔ ۱۹۴۴)
- David Batstone
- ژان بودریار (۱۹۲۹–۲۰۰۷)[c][d][e]
- Nancy Bauer
- زیگمونت باومن (۱۹۲۵–۲۰۱۷)
- Francoise Baylis (زادهٔ ۱۹۶۱)
- Jc Beall
- Monroe Beardsley (۱۹۱۵–۱۹۸۵)
- ژان بوفره (۱۹۰۷–۱۹۸۲)
- سیمون دو بووار (۱۹۰۸–۱۹۸۶)[b][c][d][e]
- Anthony Beavers (زادهٔ ۱۹۶۳)
- William Bechtel (زادهٔ ۱۹۵۱)
- Lewis White Beck (۱۹۱۳–۱۹۹۷)
- Gerhold K. Becker (زادهٔ ۱۹۴۳)
- Lawrence C. Becker (۱۹۳۹–۲۰۱۸)
- Francis J. Beckwith (زادهٔ ۱۹۶۰)
- Hugo Bedau (۱۹۲۶–۲۰۱۲)
- Mark Bedau
- Helen Beebee
- Hasna Begum (زادهٔ ۱۹۳۵)
- Frederick C. Beiser (زادهٔ ۱۹۴۹)
- John Lane Bell (زادهٔ ۱۹۴۵)
- Shannon Bell (زادهٔ ۱۹۵۵)
- Nuel Belnap (زادهٔ ۱۹۳۰)[b][c]
- Aaron Ben-Ze'ev (زادهٔ ۱۹۴۹)
- پل بناسراف (زادهٔ ۱۹۳۱)
- Linos Benakis (زادهٔ ۱۹۲۸)
- José Benardete (۱۹۲۸–۲۰۱۶)
- Seth Benardete (۱۹۳۰–۲۰۰۱)
- دیوید بناتار (زادهٔ ۱۹۶۶)
- سیلا بن حبیب (زادهٔ ۱۹۵۰)
- Piers Benn (زادهٔ ۱۹۶۲)
- Jonathan Bennett (زادهٔ ۱۹۳۰)[b][c]
- Geoffrey Bennington (زادهٔ ۱۹۵۶)
- Alain de Benoist (زادهٔ ۱۹۴۳)
- Bruce Ellis Benson (زادهٔ ۱۹۶۰)
- Sergio Benvenuto (زادهٔ ۱۹۴۸)
- Floris van den Berg (زادهٔ ۱۹۷۳)
- Frithjof Bergmann (زادهٔ ۱۹۳۰)
- Gustav Bergmann (1906–1987)[a][b][c]
- Michael Bergmann (زادهٔ ۱۹۶۴)
- آیزایا برلین (۱۹۰۹–۱۹۹۷)[a][b][c][d][e]
- مارشال برمن (۱۹۴۰–۲۰۱۳)
- Robert Bernasconi (زادهٔ ۱۹۵۰)
- اندرو برنستین (زادهٔ ۱۹۴۹)
- Jay Bernstein (زادهٔ ۱۹۴۷)
- Mark H. Bernstein
- Marcus Berquist (۱۹۳۴–۲۰۱۰)
- Peter Anthony Bertocci (۱۹۱۰–۱۹۸۹)
- استیون بست (زادهٔ ۱۹۵۵)
- Richard Bett
- Mark Bevir (زادهٔ ۱۹۶۳)
- Jean-Yves Béziau (زادهٔ ۱۹۶۵)
- هومی بابا (زادهٔ ۱۹۴۹)
- روی باسکار (۱۹۴۴–۲۰۱۴)
- Vladimir Bibikhin (۱۹۳۸–۲۰۰۴)
- کریستینا بیچیری (زادهٔ ۱۹۵۰)
- Jacques Bidet (زادهٔ ۱۹۳۵)
- Jean Biès (۱۹۳۳–۲۰۱۴)
- Anat Biletzki (زادهٔ ۱۹۵۲)
- Harry Binswanger (زادهٔ ۱۹۴۴)
- Alexander Bird (زادهٔ ۱۹۶۴)
- Peg Birmingham
- Jeffrey Bishop (زادهٔ ۱۹۶۷)
- Frode Alfson Bjørdal (زادهٔ ۱۹۴۴)
- Max Black (1909–1988)[b][c]
- سیمون بلک‌برن (زادهٔ ۱۹۴۴)[b][c]
- Russell Blackford (زادهٔ ۱۹۵۴)
- Oliva Blanchette (زادهٔ ۱۹۲۹)
- موریس بلانشو (۱۹۰۷–۲۰۰۳)[d]
- Joseph Leon Blau (۱۹۰۹–۱۹۸۶)
- David Blitz
- Ned Block (زادهٔ ۱۹۴۲)[b][c]
- Allan Bloom (۱۹۳۰–۱۹۹۲)
- Lawrence Blum (زادهٔ ۱۹۴۳)
- Albert Blumberg (۱۹۰۶–۱۹۹۷)
- Andy Blunden (زادهٔ ۱۹۴۵)
- Norberto Bobbio (1909–2004)[b][c][d]
- Chris Bobonich (زادهٔ ۱۹۶۰)
- Susanne Bobzien (زادهٔ ۱۹۶۰)
- یوزف ماریا بوخنسکی (۱۹۰۲–۱۹۹۵)
- James Bogen
- پل بوقوسیان (زادهٔ ۱۹۵۷)
- Peter Boghossian
- Gernot Böhme (زادهٔ ۱۹۳۷)
- Hilary Bok (زادهٔ ۱۹۵۹)
- Sissela Bok (زادهٔ ۱۹۳۴)
- Alisa Bokulich
- دیتریش بنهوفر (۱۹۰۶–۱۹۴۵)[c][d]
- لورنس بونجور (زادهٔ ۱۹۴۳)
- جرج بولوس (۱۹۴۰–۱۹۹۶)
- William James Booth
- Michael Bordt (زادهٔ ۱۹۶۰)
- David Bostock (۱۹۳۶–۲۰۱۹)
- نیک باستروم (زادهٔ ۱۹۷۳)
- آلن دو باتن (زادهٔ ۱۹۶۹)
- پیر بوردیو (۱۹۳۰–۲۰۰۲)[d]
- Jacques Bouveresse (زادهٔ ۱۹۴۰)
- Richard Boyd (زادهٔ ۱۹۴۲)
- Joseph A. Bracken (زادهٔ ۱۹۳۰)
- کاستیکا براداتان
- Michael Brady (زادهٔ ۱۹۶۵)
- ریچارد بریث‌ویت (۱۹۰۰–۱۹۹۰)[b][c]
- Myles Brand (۱۹۴۲–۲۰۰۹)
- Robert Brandom (زادهٔ ۱۹۵۰)[b][c]
- Richard B. Brandt (1910–1997)[a][b]
- Ray Brassier (زادهٔ ۱۹۶۵)
- Michael Bratman (زادهٔ ۱۹۴۵)
- Stephen E. Braude (زادهٔ ۱۹۴۵)
- Jason Brennan (زادهٔ ۱۹۷۹)
- Samantha Brennan
- Bill Brewer
- Ingo Brigandt
- Harry Brighouse
- David O. Brink (زادهٔ ۱۹۵۸)
- Luc Brisson (زادهٔ ۱۹۴۶)
- Charles Francis Brittain
- Dan W. Brock (زادهٔ ۱۹۳۷)
- بریت بروگارد (زادهٔ ۱۹۷۰)
- Stephen Bronner (زادهٔ ۱۹۴۹)
- Thom Brooks (زادهٔ ۱۹۷۳)
- John Broome (زادهٔ ۱۹۴۷)
- Janet Broughton
- Wendy Brown (زادهٔ ۱۹۵۵)
- Kimberley Brownlee (زادهٔ ۱۹۷۸)
- پاسکال براکنر (زادهٔ ۱۹۴۸)
- Robert Brumbaugh (۱۹۱۸–۱۹۹۲)
- Brian Bruya (زادهٔ ۱۹۶۶)
- Levi Bryant
- Allen Buchanan (زادهٔ ۱۹۴۸)
- Ian Buchanan (زادهٔ ۱۹۶۹)
- ماریو بونگه (۱۹۱۹–۲۰۲۰)
- Martin Bunzl (زادهٔ ۱۹۴۸)
- تایلر برج (زادهٔ ۱۹۴۶)[b][c]
- Ronna Burger (زادهٔ ۱۹۴۷)
- J. Peter Burgess (زادهٔ ۱۹۶۱)
- John P. Burgess (زادهٔ ۱۹۴۸)
- John Burnheim (زادهٔ ۱۹۲۸)
- Elizabeth Burns
- Myles Burnyeat (1939–2019)[b][c]
- David Burrell (زادهٔ ۱۹۳۳)
- Panayot Butchvarov (زادهٔ ۱۹۳۳)
- جودیت باتلر (زادهٔ ۱۹۵۶)
- Jeremy Butterfield (زادهٔ ۱۹۵۴)
- Victor L. Butterfield (۱۹۰۴–۱۹۷۵)
- Stephen Butterfill
- چارلز باتروورث (زادهٔ ۱۹۳۸)

## C
- امیلکار کابرال (۱۹۲۴–۱۹۷۳)[d]
- Julio Cabrera
- Cheshire Calhoun
- Daniel Callahan (۱۹۳۰–۲۰۱۹)
- J. Baird Callicott (زادهٔ ۱۹۴۱)
- John Campbell (زادهٔ ۱۹۵۶)[b][c]
- آلبر کامو (۱۹۱۳–۱۹۶۰)[a][b][c][d]
- ژرژ کانگیلم (۱۹۰۴–۱۹۹۵)[a]
- John D. Caputo (زادهٔ ۱۹۴۰)
- Peter Carruthers (زادهٔ ۱۹۵۲)
- Alan Carter (زادهٔ ۱۹۵۲)
- نانسی کارترایت (زادهٔ ۱۹۴۴)[b][c]
- Richard Cartwright (۱۹۲۵–۲۰۱۰)
- Quassim Cassam (زادهٔ ۱۹۶۱)
- Hector-Neri Castañeda (1924–1991)[a]
- Roberto Castillo (۱۹۵۰–۲۰۰۸)
- David Castle (زادهٔ ۱۹۶۷)
- کورنلیوس کاستوریادیس (۱۹۲۲–۱۹۹۷)
- Paola Cavalieri (زادهٔ ۱۹۵۰)
- استنلی کاول (۱۹۲۶–۲۰۱۸)[a][b][c][d]
- میشل دوسرتو (۱۹۲۵–۱۹۸۶)[d]
- آلن چالمرز (زادهٔ ۱۹۳۹)
- دیوید چالمرز (زادهٔ ۱۹۶۶)[c]
- Timothy Chambers
- David Charles
- Haridas Chaudhuri (۱۹۱۳–۱۹۷۵)
- Albert Chernenko (۱۹۳۵–۲۰۰۹)
- رودریک چیزم (۱۹۱۶–۱۹۹۹)[a][b][c][d]
- ویلیام چیتیک (زادهٔ ۱۹۴۳)
- نوآم چامسکی (زادهٔ ۱۹۲۸)[a][b][c][d]
- آلونزو چرچ (۱۹۰۳–۱۹۹۵)[a][b][c][d]
- پاتریشا چرچلند (زادهٔ ۱۹۴۳)[a]
- پاول چرچلند (زادهٔ ۱۹۴۲)[a][b][c]
- Frank Cioffi (۱۹۲۸–۲۰۱۲)
- امیل چوران (۱۹۱۱–۱۹۹۵)
- هلن سیکسو (زادهٔ ۱۹۳۷)[d]
- Andy Clark (زادهٔ ۱۹۵۷)
- Stephen R. L. Clark (زادهٔ ۱۹۴۵)
- Paul Cliteur (زادهٔ ۱۹۵۵)
- David Cockburn (زادهٔ ۱۹۴۹)
- Alan Code (زادهٔ ۱۹۵۱)
- جرالد کوهن (۱۹۴۱–۲۰۰۹)[b][c]
- جوشا کوهن (زادهٔ ۱۹۵۱)
- L. Jonathan Cohen (1923–2006)[b][c]
- Lucio Colletti (1924–2001)[b][c]
- Robin Collins
- Mark Colyvan
- آندره اسپونویل (زادهٔ ۱۹۵۲)
- Marcel Conche (زادهٔ ۱۹۲۲)
- John M. Cooper (زادهٔ ۱۹۳۹)
- فردریک کاپلستون (۱۹۰۷–۱۹۹۴)
- جک کوپلند (زادهٔ ۱۹۵۰)
- Irving Copi (۱۹۱۷–۲۰۰۲)
- هانری کوربن (۱۹۰۳–۱۹۷۸)
- David Corfield
- Drucilla Cornell (زادهٔ ۱۹۵۰)
- Newton da Costa (زادهٔ ۱۹۲۹)
- جان کاتینگهام (زادهٔ ۱۹۴۳)
- William Lane Craig (زادهٔ ۱۹۴۹)
- Tim Crane (زادهٔ ۱۹۶۲)
- Alice Crary (زادهٔ ۱۹۶۷)
- Richard Creath (زادهٔ ۱۹۴۷)
- راجر کریسپ (زادهٔ ۱۹۶۱)
- Ann Cudd
- Jean Curthoys (زادهٔ ۱۹۴۷)

## D
- Daniel O. Dahlstrom (زادهٔ ۱۹۴۸)
- ماری دالی (فیلسوف) (۱۹۲۸–۲۰۱۰)
- Jonathan Dancy (زادهٔ ۱۹۴۶)
- آرتور دانتو (۱۹۲۴–۲۰۱۳)[a][b][c]
- Lindley Darden (زادهٔ ۱۹۴۵)
- Stephen Darwall (زادهٔ ۱۹۴۶)
- Arnold Davidson (زادهٔ ۱۹۵۵)
- دونالد دیویدسن (۱۹۱۷–۲۰۰۳)[a][b][c][d][e]
- Brian Davies (زادهٔ ۱۹۵۱)
- Martin Davies (زادهٔ ۱۹۵۰)
- Michael Davis (زادهٔ ۱۹۴۳)
- Charles De Koninck (۱۹۰۶–۱۹۶۵)
- پل دو مان (۱۹۱۹–۱۹۸۳)[d]
- گی دوبور (۱۹۳۱–۱۹۹۴)
- Manuel DeLanda (زادهٔ ۱۹۵۲)
- ژیل دلوز (۱۹۲۵–۱۹۹۵)[b][c][d][e]
- Bernard Delfgaauw (۱۹۱۲–۱۹۹۳)
- دنیل دنت (زادهٔ ۱۹۴۲)[a][b][c][d]
- Douglas Den Uyl (زادهٔ ۱۹۵۰)
- Keith DeRose (زادهٔ ۱۹۶۲)
- ژاک دریدا (۱۹۳۰–۲۰۰۴)[a][b][c][d][e]
- Vincent Descombes (زادهٔ ۱۹۴۳)
- Ronald de Sousa (زادهٔ ۱۹۴۰)
- Michael Detlefsen (۱۹۴۸–۲۰۱۹)
- Michael Devitt (زادهٔ ۱۹۳۸)
- Cora Diamond (زادهٔ ۱۹۳۷)
- زوران جینجیچ (۱۹۵۲–۲۰۰۳)
- Do-ol (زادهٔ ۱۹۴۸)
- Daniel Dombrowski (زادهٔ ۱۹۵۳)
- کیت دانلان (۱۹۳۱–۲۰۱۵)
- Bradley Dowden (زادهٔ ۱۹۴۲)
- Burton Dreben (۱۹۲۷–۱۹۹۹)
- Fred Dretske (1932–2013)[a][b][c]
- هوبرت درایفوس (۱۹۲۹–۲۰۱۷)
- Dominique Dubarle (۱۹۰۷–۱۹۸۷)
- آلکساندر گلییویچ دوگین (زادهٔ ۱۹۶۲)
- مایکل دامت (۱۹۲۵–۲۰۱۱)[a][b][c][d]
- John Dupré (زادهٔ ۱۹۵۲)
- Gerald Dworkin (زادهٔ ۱۹۳۷)
- رونالد دوورکین (۱۹۳۱–۲۰۱۳)[a][b][c][d]
- Davor Džalto (زادهٔ ۱۹۸۰)
- Miroslaw Dzielski (۱۹۴۱–۱۹۸۹)

## E
- William A. Earle (۱۹۱۹–۱۹۸۸)
- John Earman (زادهٔ ۱۹۴۲)[c]
- Kenny Easwaran
- اومبرتو اکو (۱۹۳۲–۲۰۱۶)[a]
- Dorothy Edgington (زادهٔ ۱۹۴۱)
- James M. Edie (۱۹۲۷–۱۹۹۸)
- Paul Edwards (1923–2004)[b][c]
- میرچا الیاده (۱۹۰۷–۱۹۸۶)[d]
- Ignacio Ellacuría (۱۹۳۰–۱۹۸۹)
- Brian David Ellis (زادهٔ ۱۹۲۹)
- ژاک یول (۱۹۱۲–۱۹۹۴)
- Jon Elster (زادهٔ ۱۹۴۰)[b][c]
- Pascal Engel (زادهٔ ۱۹۵۴)
- John Etchemendy (زادهٔ ۱۹۵۲)
- C. Stephen Evans (زادهٔ ۱۹۴۸)
- Gareth Evans (1946–1980)[b][c][d]
- Stanley Eveling (۱۹۲۵–۲۰۰۸)
- Emmanuel Chukwudi Eze (۱۹۶۳–۲۰۰۷)

## F
- Emil Fackenheim (1916–2003)[d][e]
- فرانتس فانون (۱۹۲۵–۱۹۶۱)[b][c][d]
- Austin Marsden Farrer (1904–1968)[d]
- اندرو فینبرگ (زادهٔ ۱۹۴۳)
- سولومون ففرمن (۱۹۲۸–۲۰۱۶)
- Herbert Feigl (۱۹۰۲–۱۹۸۸)
- Joel Feinberg (1926–2004)[b][c]
- Fred Feldman (زادهٔ ۱۹۴۱)
- José Ferrater Mora (1912–1991)[b][c]
- پاول فایرابند (۱۹۲۴–۱۹۹۴)[b][c][d][e]
- Hartry Field (زادهٔ ۱۹۴۶)[b][c]
- Arthur Fine (زادهٔ ۱۹۳۷)
- Gail Fine
- Kit Fine (زادهٔ ۱۹۴۶)[b][c]
- Bruno de Finetti (1906–1985)[b][c]
- John Finnis (زادهٔ ۱۹۴۰)[b][c]
- John Martin Fischer (زادهٔ ۱۹۵۲)
- Branden Fitelson (زادهٔ ۱۹۶۹)
- Owen Flanagan (زادهٔ ۱۹۴۰)
- Richard E. Flathman (۱۹۳۴–۲۰۱۵)
- آنتونی فلو (۱۹۲۳–۲۰۱۰)
- لوچانو فلوریدی (زادهٔ ۱۹۶۴)
- Juliet Floyd
- ویلم فلاسر (۱۹۲۰–۱۹۹۱)
- James R. Flynn (زادهٔ ۱۹۳۴)
- جری فودر (۱۹۳۵–۲۰۱۷)[a][b][c][d][f]
- داگفین فولسدال (زادهٔ ۱۹۳۲)[b][c]
- فیلیپا فوت (۱۹۲۰–۲۰۱۰)[a][b][c]
- میشل فوکو (۱۹۲۶–۱۹۸۴)[a][b][c][d][e][f]
- بس ون فراسن (زادهٔ ۱۹۴۱)
- ویلیام فرانکنا (۱۹۰۸–۱۹۹۴)[a][b][c]
- Nancy Frankenberry (زادهٔ ۱۹۴۷)
- هری فرانکفورت (زادهٔ ۱۹۲۹)[b][c]
- Oliver Shewell Franks (۱۹۰۵–۱۹۹۲)
- Michael Frede (1940–2007)[b][c]
- Hans Wilhelm Frei (1922–1988)[d]
- Peter A. French (زادهٔ ۱۹۴۲)
- Marilyn Friedman (زادهٔ ۱۹۴۵)
- مایکل فریدمن (فیلسوف) (زادهٔ ۱۹۴۷)
- اریک فروم (۱۹۰۰–۱۹۸۰)
- نورتروپ فرای (۱۹۱۲–۱۹۹۱)
- لئون فولر (۱۹۰۲–۱۹۷۸)[d]

## G
- Dov Gabbay (زادهٔ ۱۹۴۵)
- هانس-گئورگ گادامر (۱۹۰۰–۲۰۰۲)[a][b][c][d][e]
- Raimond Gaita (زادهٔ ۱۹۴۶)
- Shaun Gallagher (زادهٔ ۱۹۴۸)
- Daniel Garber (زادهٔ ۱۹۴۹)
- جان گاردنر (۱۹۶۵–۲۰۱۹)
- Christopher Gauker
- David Gauthier (زادهٔ ۱۹۳۲)[b][c]
- پیتر گیچ (۱۹۱۶–۲۰۱۳)[a][b][c]
- Ernest Gellner (۱۹۲۵–۱۹۹۵)
- Tamar Gendler (زادهٔ ۱۹۶۵)
- گرهارد گنتسن (۱۹۰۹–۱۹۴۵)[b][c][d]
- Alexander George
- Robert P. George (زادهٔ ۱۹۵۵)
- Bernard Gert (۱۹۳۴–۲۰۱۱)
- ادموند گتیه (زادهٔ ۱۹۲۷)[b][c]
- Raymond Geuss (زادهٔ ۱۹۴۸)
- Alan Gewirth (1912–2004)[b][c]
- راشد غنوشی (زادهٔ ۱۹۴۱)
- Allan Gibbard (زادهٔ ۱۹۴۲)[b][c]
- Margaret Gilbert (زادهٔ ۱۹۴۲)
- Donald A. Gillies (زادهٔ ۱۹۴۴)
- Neil Gillman (۱۹۳۳–۲۰۱۷)
- رنه ژیرار (۱۹۲۳–۲۰۱۵)
- ارنست فون گلاسرزفلد (۱۹۱۷–۲۰۱۰)
- جانتن گلاور (زادهٔ ۱۹۴۱)[b][c]
- Clark Glymour (زادهٔ ۱۹۴۲)
- کورت گودل (۱۹۰۶–۱۹۷۸)[b][c][d]
- Peter Godfrey-Smith (زادهٔ ۱۹۶۵)
- Peter Goldie (۱۹۴۶–۲۰۱۱)
- آلوین گولدمن (زادهٔ ۱۹۳۸)[a][b][c]
- لوسین گلدمن (۱۹۱۳–۱۹۷۰)
- Dan Goldstick
- Jacob Golomb
- Nicolás Gómez Dávila (۱۹۱۳–۱۹۹۴)
- رابرت ای. گودین (زادهٔ ۱۹۵۰)
- نلسن گودمن (۱۹۰۶–۱۹۹۸)[a][b][c][d]
- پل گودمن (۱۹۱۱–۱۹۷۲)
- Lewis Gordon (زادهٔ ۱۹۶۲)
- Paul Gottfried (زادهٔ ۱۹۴۱)
- Allan Gotthelf (۱۹۴۲–۲۰۱۳)
- George Grant (۱۹۱۸–۱۹۸۸)
- جان گری (فیلسوف) (زادهٔ ۱۹۴۸)
- ای. سی. گریلینگ (زادهٔ ۱۹۴۹)
- Celia Green (زادهٔ ۱۹۳۵)
- Leslie Green (زادهٔ ۱۹۵۶)
- پل گرایس (۱۹۱۳–۱۹۸۸)[a][b][c][d][e]
- James Griffin (۱۹۳۳–۲۰۱۹)
- Paul E. Griffiths (زادهٔ ۱۹۶۲)
- Germain Grisez (1929–2018)[b]
- Adolf Grünbaum (1923–2018)[b][c]
- فلیکس گاتاری (۱۹۳۰–۱۹۹۲)
- Lisa Guenther
- Hans Ulrich Gumbrecht (زادهٔ ۱۹۴۸)
- Gotthard Günther (۱۹۰۰–۱۹۸۴)
- Samuel Guttenplan (زادهٔ ۱۹۴۴)
- گری گوتینگ (۱۹۴۲–۲۰۱۹)
- پل گایر (زادهٔ ۱۹۴۸)
- Kwame Gyekye (۱۹۳۹–۲۰۱۹)

## H
- سوزان هاک (زادهٔ ۱۹۴۵)
- یورگن هابرماس (زادهٔ ۱۹۲۹)[a][b][c][d][e][f]
- پیتر هکر (زادهٔ ۱۹۳۹)
- ایان هکینگ (زادهٔ ۱۹۳۶)[b][c]
- Ilsetraut Hadot (زادهٔ ۱۹۲۸)
- Pierre Hadot (۱۹۲۲–۲۰۱۰)
- John Haldane (زادهٔ ۱۹۵۴)
- Bob Hale (۱۹۴۵–۲۰۱۷)
- Manly Palmer Hall (۱۹۰۱–۱۹۹۰)
- Philip Hallie (۱۹۲۲–۱۹۹۴)
- Joseph Halpern (زادهٔ ۱۹۵۳)
- Stuart Hampshire (1914–2004)[b][c]
- جین همپتن (۱۹۵۴–۱۹۹۶)
- Alastair Hannay (زادهٔ ۱۹۳۲)[b][c]
- Norwood Russell Hanson (1922–1967)[d]
- Sven Ove Hansson (زادهٔ ۱۹۵۱)
- دانا هاراوی (زادهٔ ۱۹۴۴)
- مایکل هارت (فیلسوف) (زادهٔ ۱۹۶۰)
- جان هر (زادهٔ ۱۹۴۹)
- ریچارد مروین هیر (۱۹۱۹–۲۰۰۲)[a][b][c][d]
- گیلبرت هارمن (زادهٔ ۱۹۳۸)[b][c]
- گراهام هارمن (زادهٔ ۱۹۶۸)
- Rom Harré (۱۹۲۷–۲۰۱۹)
- Errol Harris (۱۹۰۸–۲۰۰۹)
- سم هریس (زادهٔ ۱۹۶۷)
- تریستان هریس (زادهٔ ۱۹۸۴)
- هربرت لیونل آدولفوس هارت (۱۹۰۷–۱۹۹۲)[a][b][c][d]
- David Bentley Hart (زادهٔ ۱۹۶۵)
- Sally Haslanger
- John Haugeland (۱۹۴۵–۲۰۱۰)
- John Hawthorne
- Matti Häyry (زادهٔ ۱۹۵۶)
- ورنر هایزنبرگ (۱۹۰۱–۱۹۷۶)[b][c][d]
- اگنس هلر (۱۹۲۹–۲۰۱۹)
- Erich Heller (۱۹۱۱–۱۹۹۰)
- Futa Helu (۱۹۳۴–۲۰۱۰)
- کارل گوستاو همپل (۱۹۰۵–۱۹۹۷)[a][b][c][d]
- Michel Henry (۱۹۲۲–۲۰۰۲)
- Abraham Joshua Heschel (1907–1972)[d]
- Mary Hesse (۱۹۲۴–۲۰۱۶)
- جان هیک (۱۹۲۲–۲۰۱۲)[b]
- Stephen Hicks (زادهٔ ۱۹۶۰)
- Alice von Hildebrand (زادهٔ ۱۹۲۳)
- یاکو هینتیکا (۱۹۲۹–۲۰۱۵)[a][b][c]
- کریستوفر هیچنز (۱۹۴۹–۲۰۱۱)
- Ted Honderich (زادهٔ ۱۹۳۳)[c]
- اکسل هونت (زادهٔ ۱۹۴۹)
- Sidney Hook (1902–1989)[b][c]
- Jennifer Hornsby (زادهٔ ۱۹۵۱)[b][c]
- Paul Horwich (زادهٔ ۱۹۴۷)[b][c]
- جان هاسپرز (۱۹۱۸–۲۰۱۱)
- Paulin J. Hountondji (زادهٔ ۱۹۴۲)
- Michael Huemer (زادهٔ ۱۹۶۹)
- David Hull (۱۹۳۵–۲۰۱۰)
- Paul Humphreys
- Rosalind Hursthouse (زادهٔ ۱۹۴۳)
- Robert Maynard Hutchins (۱۸۹۹–۱۹۷۷)
- Hsu Fu-kuan (1903–1982)[a]
- Thomas Hurka (زادهٔ ۱۹۵۲)
- سوزان هارلی (۱۹۵۴–۲۰۰۷)
- ژان ایپولیت (۱۹۰۷–۱۹۶۸)

## I
- Don Ihde (زادهٔ ۱۹۳۴)
- ایوان ایلیچ (۱۹۲۶–۲۰۰۲)
- اوالد ایلینکوف (۱۹۲۴–۱۹۷۹)[d]
- پیتر ون اینواگن (زادهٔ ۱۹۴۲)
- لوس ایریگاره (زادهٔ ۱۹۳۰)[a][b][c][d]
- Terence Irwin (زادهٔ ۱۹۴۷)[b][c]

## J
- Frank Jackson (زادهٔ ۱۹۴۳)[b][c]
- فردریک جیمسون (زادهٔ ۱۹۳۴)
- Christopher Janaway
- Erich Jantsch (۱۹۲۹–۱۹۸۰)
- David Lyle Jeffrey
- Richard C. Jeffrey (1926–2002)[b][c]
- هانس یناس (۱۹۰۳–۱۹۹۳)
- Mark Johnston

## K
- شلی کیگن (زادهٔ ۱۹۵۴)[c]
- Charles Kahn
- دنیل کانمن (زادهٔ ۱۹۳۴)
- Frances Kamm
- Robert Kane (زادهٔ ۱۹۳۸)
- دیوید کاپلان (زادهٔ ۱۹۳۳)[b][c]
- Jerrold Katz (۱۹۳۲–۲۰۰۲)
- Walter Kaufmann (۱۹۲۱–۱۹۸۰)
- Richard Kearney (زادهٔ ۱۹۵۴)
- David Kelley (زادهٔ ۱۹۴۹)
- دانکن کندی (زادهٔ ۱۹۴۲)
- آنتونی کنی (زادهٔ ۱۹۳۱)[b][c]
- محمود خاتمی
- جیگون کیم (۱۹۳۴–۲۰۱۹)[a][b][c]
- Mark Kingwell (زادهٔ ۱۹۶۳)
- Robert Kirk (زادهٔ ۱۹۳۳)
- Richard Kirkham (زادهٔ ۱۹۵۵)
- Philip Kitcher (زادهٔ ۱۹۴۷)[c]
- استیون کول کلینی (۱۹۰۹–۱۹۹۴)
- Martha Klein
- Peter D. Klein (زادهٔ ۱۹۴۰)
- Brian Klug
- William Calvert Kneale (1906–1990)[b][c]
- Joshua Knobe (زادهٔ ۱۹۷۴)
- هانس کوچلر (زادهٔ ۱۹۴۸)
- آرتور کستلر (۱۹۰۵–۱۹۸۳)
- Erazim Kohák (۱۹۳۳–۲۰۲۰)
- الکساندر کوژو (۱۹۰۲–۱۹۶۸)[d]
- لشک کولاکوفسکی (۱۹۲۷–۲۰۰۹)
- Katerina Kolozova (زادهٔ ۱۹۶۹)
- Charles De Koninck (۱۹۰۶–۱۹۶۵)
- Robert C. Koons
- Hilary Kornblith
- استفان کورنر (۱۹۱۳–۲۰۰۰)
- کریستین کورسگارد (زادهٔ ۱۹۵۲)[c]
- Richard Kraut (زادهٔ ۱۹۴۴)
- Peter Kreeft (زادهٔ ۱۹۳۷)
- گئورگ کرایزل (۱۹۲۳–۲۰۱۵)[b][c]
- Michael Kremer
- Norman Kretzmann (۱۹۲۸–۱۹۹۸)
- سول کریپکی (زادهٔ ۱۹۴۰)[b][c]
- ژولیا کریستوا (زادهٔ ۱۹۴۱)[a][b][c][d]
- Irving Kristol (۱۹۲۰–۲۰۰۹)
- Erik von Kuehnelt-Leddihn (۱۹۰۹–۱۹۹۹)
- توماس کوهن (۱۹۲۲–۱۹۹۶)[a][b][c][d][e][f]
- Jonathan Kvanvig (زادهٔ ۱۹۵۴)
- Will Kymlicka (زادهٔ ۱۹۶۲)

## L
- ژاک لاکان (۱۹۰۱–۱۹۸۱)[a][b][c][d][e]
- فیلیپ لاکو لابارت (۱۹۴۰–۲۰۰۷)[d]
- ایمره لاکاتوش (۱۹۲۲–۱۹۷۴)[b][c][d][e]
- Rae Langton (زادهٔ ۱۹۶۱)
- فرانسوا لاروول (زادهٔ ۱۹۳۷)
- سرژ لاتوش (زادهٔ ۱۹۴۰)
- Larry Laudan (زادهٔ ۱۹۴۱)
- Stephen Laurence
- استیون لاو (زادهٔ ۱۹۶۰)
- Jonathan Lear (زادهٔ ۱۹۴۸)
- میشل لودوف (زادهٔ ۱۹۴۸)[b][c][d]
- آنری لوفور (۱۹۰۱–۱۹۹۱)[d]
- Claude Lefort (۱۹۲۴–۲۰۱۰)
- Keith Lehrer (زادهٔ ۱۹۳۶)[b][c]
- یشایاهو لیبوویتس (۱۹۰۳–۱۹۹۴)[d]
- برایان لایتر (زادهٔ ۱۹۶۳)
- James G. Lennox (زادهٔ ۱۹۴۸)
- Ernest Lepore (زادهٔ ۱۹۵۰)
- Isaac Levi (۱۹۳۰–۲۰۱۸)
- Michael Levin (زادهٔ ۱۹۴۳)
- امانوئل لویناس (۱۹۰۶–۱۹۹۵)[a][b][c][d][e]
- کلود لوی-استروس (۱۹۰۸–۲۰۰۹)[b][c][d]
- برنار-آنری لوی (زادهٔ ۱۹۴۸)
- دیوید لوئیس (فیلسوف) (۱۹۴۱–۲۰۰۱)[a][b][c][d][e]
- Dimitris Liantinis (۱۹۴۲–۱۹۹۸)
- سوزان لیلار (۱۹۰۱–۱۹۹۲)
- Alphonso Lingis (زادهٔ ۱۹۳۳)
- Gilles Lipovetsky (زادهٔ ۱۹۴۴)
- Arthur Lipsett (۱۹۳۶–۱۹۸۶)
- Christian List
- Elisabeth Lloyd (زادهٔ ۱۹۵۶)
- Barry Loewer (زادهٔ ۱۹۴۵)
- Knud Ejler Løgstrup (۱۹۰۵–۱۹۸۱)
- Bernard Lonergan (1904–1984)[d]
- A. A. Long (زادهٔ ۱۹۳۷)
- R. James Long (زادهٔ ۱۹۳۸)
- Roderick T. Long (زادهٔ ۱۹۶۴)
- Helen Longino (زادهٔ ۱۹۴۴)
- Paul Lorenzen (1915–1995)[d]
- E. J. Lowe (۱۹۵۰–۲۰۱۴)
- John R. Lucas (1929–2020)[b]
- Peter Ludlow (زادهٔ ۱۹۵۷)
- William Lycan (زادهٔ ۱۹۴۵)[b][c]
- David Lyons (زادهٔ ۱۹۳۵)
- ژان-فرانسوا لیوتار (۱۹۲۴–۱۹۹۸)[a][b][c][d]

## M
- Dwight Macdonald (۱۹۰۶–۱۹۸۲)
- Margaret MacDonald (۱۹۰۷–۱۹۵۶)
- Tibor R. Machan (۱۹۳۹–۲۰۱۶)
- السدیر مک‌اینتایر (زادهٔ ۱۹۲۹)[a][b][c][d][f]
- Louis Mackey (۱۹۲۶–۲۰۰۴)
- جی. ال. مکی (۱۹۱۷–۱۹۸۱)[b][c]
- کاترین مک‌کینون (زادهٔ ۱۹۴۶)
- Penelope Maddy (زادهٔ ۱۹۵۰)
- برایان مگی (۱۹۳۰–۲۰۱۹)
- Jane Maienschein (زادهٔ ۱۹۵۰)
- نورمن ملکلم (۱۹۱۱–۱۹۹۰)[a][b][c]
- دیوید مالامنت (زادهٔ ۱۹۴۷)
- مصطفی ملکیان (زادهٔ ۱۹۵۶)
- مراب مامارداشویلی (۱۹۳۰–۱۹۹۰)[d]
- Jon Mandle
- Kate Manne
- Ruth Barcan Marcus (1921–2012)[a][b][c]
- Julián Marías (۱۹۱۴–۲۰۰۵)
- دونالد ای. مارتین (زادهٔ ۱۹۴۰)
- مایکل مارتین (فیلسوف) (۱۹۳۲–۲۰۱۵)
- Aloysius Martinich (زادهٔ ۱۹۴۶)
- Tim Maudlin (زادهٔ ۱۹۵۸)
- سیدابوالاعلی مودودی (۱۹۰۳–۱۹۷۹)
- George I. Mavrodes (۱۹۲۶–۲۰۱۹)
- جان مینارد اسمیت (۱۹۲۰–۲۰۰۴)
- Wolfe Mays (۱۹۱۲–۲۰۰۵)
- Herbert McCabe (۱۹۲۶–۲۰۰۱)
- Ron McClamrock
- دیردری مک‌کلوسکی (زادهٔ ۱۹۴۲)
- John J. McDermott (۱۹۳۲–۲۰۱۸)
- جان مکداول (زادهٔ ۱۹۴۲)[b][c]
- کالین مکگین (زادهٔ ۱۹۵۰)[b][c]
- Brian McGuinness (۱۹۲۷–۲۰۱۹)
- Ralph McInerny (۱۹۲۹–۲۰۱۰)
- ترنس مک‌کنا (۱۹۴۶–۲۰۰۰)
- مارشال مک‌لوهان (۱۹۱۱–۱۹۸۰)
- Jeff McMahan (زادهٔ ۱۹۵۴)
- John McMurtry
- Quentin Meillassoux (زادهٔ ۱۹۶۷)
- Alfred Mele
- David Hugh Mellor (زادهٔ ۱۹۳۸)[b][c]
- Eduardo Mendieta (زادهٔ ۱۹۶۳)
- موریس مرلو-پونتی (۱۹۰۸–۱۹۶۱)[a][b][c][d][e]
- Trenton Merricks
- Thomas Metzinger (زادهٔ ۱۹۵۸)
- Vincent Miceli (۱۹۱۵–۱۹۹۱)
- Mary Midgley (۱۹۱۹–۲۰۱۸)
- Alan Millar (زادهٔ ۱۹۴۷)
- David Miller (زادهٔ ۱۹۴۲)
- Fred Miller
- پیتر میلیکان (زادهٔ ۱۹۵۸)
- Ruth Millikan (زادهٔ ۱۹۳۳)[b][c]
- سی. رایت میلز (۱۹۱۶–۱۹۶۲)
- ژان-کلود میلنر (زادهٔ ۱۹۴۱)
- آنه‌ماری مول (زادهٔ ۱۹۵۸)
- George Molnar (۱۹۳۴–۱۹۹۹)
- ری مانک (زادهٔ ۱۹۵۷)
- ریچارد مانتگیو (۱۹۳۰–۱۹۷۱)[c][d]
- James H. Moor
- Dermot Moran
- Max More (زادهٔ ۱۹۶۴)
- J. P. Moreland (زادهٔ ۱۹۴۸)
- Sidney Morgenbesser (۱۹۲۱–۲۰۰۴)
- Adam Morton (زادهٔ ۱۹۴۵)
- Timothy Morton (زادهٔ ۱۹۶۸)
- Mou Zongsan (1909–1995)[a]
- شانتال موفه (زادهٔ ۱۹۴۳)
- Richard Mouw (زادهٔ ۱۹۴۰)
- Kevin Mulligan (زادهٔ ۱۹۵۱)
- Stephen Mumford (زادهٔ ۱۹۶۵)
- آیریس مرداک (۱۹۱۹–۱۹۹۹)[b][c]
- Nancey Murphy (زادهٔ ۱۹۵۱)
- Alan Musgrave (زادهٔ ۱۹۴۰)
- ژولیوس نایرره (۱۹۲۲–۱۹۹۹)

## N
- آرنه نس (۱۹۱۲–۲۰۰۹)[b][d]
- Yujin Nagasawa (زادهٔ ۱۹۷۵)
- ارنست نیگل (۱۹۰۱–۱۹۸۵)[a][b][c][d]
- تامس نیگل (زادهٔ ۱۹۳۷)[a][b][c][d]
- ژان‌لوک نانسی (زادهٔ ۱۹۴۰)[d]
- Jan Narveson (زادهٔ ۱۹۳۶)
- سید حسین نصر (زادهٔ ۱۹۳۳)
- Stephen Neale (زادهٔ ۱۹۵۸)
- آنتونیو نگری (زادهٔ ۱۹۳۳)
- Oskar Negt (زادهٔ ۱۹۳۴)
- Alexander Nehamas (زادهٔ ۱۹۴۶)
- جان فون نویمان (۱۹۰۳–۱۹۵۷)[a][b][c][d]
- Robert Cummings Neville (زادهٔ ۱۹۳۹)
- Jay Newman (۱۹۴۸–۲۰۰۷)
- هوی نیوتون (۱۹۴۲–۱۹۸۹)
- Shaun Nichols (زادهٔ ۱۹۶۴)
- Kai Nielsen (زادهٔ ۱۹۲۶)
- Nishitani Keiji (1900–1990)[b][c][d]
- قوام نکرومه (۱۹۰۹–۱۹۷۲)[b][c]
- نل نادینگز (زادهٔ ۱۹۲۹)
- آلوا نویی (زادهٔ ۱۹۶۴)
- Constantin Noica (۱۹۰۹–۱۹۸۷)
- ارنست نولته (۱۹۲۳–۲۰۱۶)
- Calvin Normore (زادهٔ ۱۹۴۸)
- Christopher Norris (زادهٔ ۱۹۴۷)
- David L. Norton (۱۹۳۰–۱۹۹۵)
- رابرت نوزیک (۱۹۳۸–۲۰۰۱)[a][b][c][d]
- مارتا نوسبوم (زادهٔ ۱۹۴۷)[a][b][c]

## O
- Anthony O'Hear (زادهٔ ۱۹۴۲)
- اونرا اونیل (زادهٔ ۱۹۴۱)
- مایکل اوکشات (۱۹۰۱–۱۹۹۰)[a][b][c][d]
- David S. Oderberg
- چارلز کی آگدن
- Susan Moller Okin (۱۹۴۶–۲۰۰۴)
- Kelly Oliver (زادهٔ ۱۹۵۸)
- میشل انفره (زادهٔ ۱۹۵۹)
- James Otteson (زادهٔ ۱۹۶۸)
- Albert Outler (۱۹۰۸–۱۹۸۹)
- Gwilyn Ellis Lane Owen (1922–1982)[b][c][d]

## P
- Jesús Padilla Gálvez (زادهٔ ۱۹۵۹)
- Peter Pagin (زادهٔ ۱۹۵۳)
- Arthur Pap (۱۹۲۱–۱۹۵۹)
- David Papineau (زادهٔ ۱۹۴۷)[b][c]
- George Pappas (زادهٔ ۱۹۴۲)
- درک پارفیت (۱۹۴۲–۲۰۱۷)[a][b][c]
- Rohit Jivanlal Parikh (زادهٔ ۱۹۳۶)
- Charles Parsons (زادهٔ ۱۹۳۳)
- Terence Parsons (زادهٔ ۱۹۳۹)
- Barbara Partee (زادهٔ ۱۹۴۰)
- John Arthur Passmore (1914–2004)[d]
- Jan Patočka (1907–1977)[d]
- L. A. Paul
- Christopher Peacocke (زادهٔ ۱۹۵۰)[b][c]
- David Pearce
- David Pears (1921–2009)[b][c]
- لئونارد پیکوف (زادهٔ ۱۹۳۳)
- Jean-Jacques Pelletier (زادهٔ ۱۹۴۷)
- Lorenzo Peña (زادهٔ ۱۹۴۴)
- Carlo Penco (زادهٔ ۱۹۴۸)
- John Perry (زادهٔ ۱۹۴۳)
- ریچارد استنلی پیترز (۱۹۱۹–۲۰۱۱)[b]
- فیلیپ پتیت (زادهٔ ۱۹۴۵)
- Herman Philipse (زادهٔ ۱۹۵۱)
- دوی زفانیا فیلیپس (۱۹۳۴–۲۰۰۶)
- Giovanni Piana (۱۹۴۰–۲۰۱۹)
- Alexander Piatigorsky (۱۹۲۹–۲۰۰۹)
- Gualtiero Piccinini (زادهٔ ۱۹۷۰)
- ماسیمو پیلیوچی (زادهٔ ۱۹۶۴)
- Adrian Piper (زادهٔ ۱۹۴۸)
- Robert B. Pippin (زادهٔ ۱۹۴۸)
- رابرت پیرسیگ (۱۹۲۸–۲۰۱۷)
- Ullin Place (۱۹۲۴–۲۰۰۰)
- جان پلامناتز (۱۹۱۲–۱۹۷۵)
- الوین پلانتینگا (زادهٔ ۱۹۳۲)[a][b][c]
- توماس پاگ (زادهٔ ۱۹۵۳)
- لویی پویمان (۱۹۳۵–۲۰۰۵)
- John L. Pollock (۱۹۴۰–۲۰۰۹)
- Leonardo Polo (۱۹۲۶–۲۰۱۳)
- Richard Polt
- ریچارد پاپکین (۱۹۲۳–۲۰۰۵)
- K. J. Popma (۱۹۰۳–۱۹۸۶)
- کارل پوپر (۱۹۰۲–۱۹۹۴)[a][b][c][d][e]
- Mark Poster (۱۹۴۱–۲۰۱۲)
- Carl Posy
- Dag Prawitz (زادهٔ ۱۹۳۶)
- Huw Price (زادهٔ ۱۹۵۳)
- Graham Priest (زادهٔ ۱۹۴۸)
- Jesse Prinz
- Arthur Prior (1914–1969)[c][d][e]
- دانکن پریچارد
- James Pryor (زادهٔ ۱۹۶۸)
- Harry Prosch (۱۹۱۷–۲۰۰۵)
- Alexander Pruss (زادهٔ ۱۹۷۳)
- Stathis Psillos (زادهٔ ۱۹۶۵)
- هیلاری پاتنم (۱۹۲۶–۲۰۱۶)[a][b][c][d]
- Andrew Pyle (زادهٔ ۱۹۵۵)
- Zenon Pylyshyn (زادهٔ ۱۹۳۷)

## Q
- Qiu Renzong (زادهٔ ۱۹۳۳)
- ویلارد کواین (۱۹۰۸–۲۰۰۰)[a][b][c][d][e]
- Anthony Quinton (1925–2010)[b][c]
- سید قطب (۱۹۰۶–۱۹۶۶)

## R
- Eduardo Rabossi (۱۹۳۰–۲۰۰۵)
- جیمز ریچلز (۱۹۴۱–۲۰۰۳)
- آین رند (۱۹۰۵–۱۹۸۲)[e][f]
- Karl Rahner (1904–1984)[d]
- Peter Railton (زادهٔ ۱۹۵۰)
- طارق رمضان (زادهٔ ۱۹۶۲)
- فرانک رمزی (۱۹۰۳–۱۹۳۰)[a][b][c][d][e]*
- Ian Thomas Ramsey (1915–1972)[d]
- Paul Ramsey (۱۹۱۳–۱۹۸۸)
- ژاک رانسیر (زادهٔ ۱۹۴۰)
- David M. Rasmussen
- Douglas B. Rasmussen (زادهٔ ۱۹۴۸)
- بندیکت شانزدهم (زادهٔ ۱۹۲۷)
- جان رالز (۱۹۲۱–۲۰۰۲)[a][b][c][d][e][f]
- جوزف راز (زادهٔ ۱۹۳۹)
- François Recanati (زادهٔ ۱۹۵۲)
- تام ریگان (۱۹۳۸–۲۰۱۷)
- George Reisman (زادهٔ ۱۹۳۷)
- نیکولاس رشر (زادهٔ ۱۹۲۸)[b][c]
- Michael Resnik (زادهٔ ۱۹۳۸)
- راش ریز (۱۹۰۵–۱۹۸۹)
- Janet Radcliffe Richards (زادهٔ ۱۹۴۴)[b][c]
- Radovan Richta (۱۹۲۴–۱۹۸۳)
- پل ریکور (۱۹۱۳–۲۰۰۵)[a][b][c][d][e][f]
- Howard Robinson (زادهٔ ۱۹۴۵)
- R. R. Rockingham Gill (زادهٔ ۱۹۴۴)
- Nayef Al-Rodhan (زادهٔ ۱۹۵۹)
- آویتل رونل (زادهٔ ۱۹۵۲)
- David Roochnik (زادهٔ ۱۹۵۱)
- ریچارد رورتی (۱۹۳۱–۲۰۰۷)[a][b][c][d][e][f]
- Gillian Rose (۱۹۴۷–۱۹۹۵)
- Gideon Rosen (زادهٔ ۱۹۶۲)
- Stanley Rosen (۱۹۲۹–۲۰۱۴)
- الکساندر روزنبرگ (زادهٔ ۱۹۴۶)
- Jay Rosenberg (۱۹۴۲–۲۰۰۸)
- David M. Rosenthal
- Gian-Carlo Rota (۱۹۳۲–۱۹۹۹)
- Joseph Rovan (۱۹۱۸–۲۰۰۴)
- ویلیام ال. رو (۱۹۳۱–۲۰۱۵)
- Ian Rumfitt (زادهٔ ۱۹۶۴)
- مایکل روس (زادهٔ ۱۹۴۰)
- گیلبرت رایل (۱۹۰۰–۱۹۷۶)[a][b][c][d]
- Robert Rynasiewicz
- David Rynin (۱۹۰۵–۲۰۰۰)

## S
- Mark Sainsbury (زادهٔ ۱۹۴۳)[b][c]
- John Sallis (زادهٔ ۱۹۳۸)
- Nathan Salmon (زادهٔ ۱۹۵۱)
- Wesley Salmon (1925–2001)[b][c]
- مایکل سندل (زادهٔ ۱۹۵۳)[b]
- David H. Sanford (زادهٔ ۱۹۳۷)
- Prabhat Rainjan Sarkar (۱۹۲۱–۱۹۹۰)
- Sahotra Sarkar (زادهٔ ۱۹۶۲)
- ژان-پل سارتر (۱۹۰۵–۱۹۸۰)[a][b][c][d][e]
- Crispin Sartwell (زادهٔ ۱۹۵۸)
- جان رالستون سائول (زادهٔ ۱۹۴۷)
- فرناندو ساواتر (زادهٔ ۱۹۴۷)
- Julian Savulescu (زادهٔ ۱۹۶۳)
- تی.ام. اسکنلن (زادهٔ ۱۹۴۰)[c]
- Richard Schacht (زادهٔ ۱۹۴۱)[b][c]
- Francis Schaeffer (۱۹۱۲–۱۹۸۴)
- Jonathan Schaffer
- ایزرییل شفلر (۱۹۲۳–۲۰۱۴)
- Samuel Scheffler (زادهٔ ۱۹۵۱)
- Stephen Schiffer (زادهٔ ۱۹۴۰)[c]
- Hubert Schleichert (زادهٔ ۱۹۳۵)
- David Schmidtz (زادهٔ ۱۹۵۵)
- J. B. Schneewind (زادهٔ ۱۹۳۰)
- Malcolm Schofield (زادهٔ ۱۹۴۲)
- فریتهیوف شوئون (۱۹۰۷–۱۹۹۸)
- Eric Schwitzgebel
- راجر اسکروتن (۱۹۴۴–۲۰۲۰)[b]
- جان سرل (زادهٔ ۱۹۳۲)[a][b][c][d]
- Sally Sedgwick
- David Sedley (زادهٔ ۱۹۴۷)
- Jerome Segal (زادهٔ ۱۹۴۳)
- ویلفرید سلارز (۱۹۱۲–۱۹۸۹)[a][b][c][d][e]
- آمارتیا سن (زادهٔ ۱۹۳۳)[b][c]
- میشل سر (۱۹۳۰–۲۰۱۹)
- Neven Sesardić (زادهٔ ۱۹۴۹)
- Russ Shafer-Landau (زادهٔ ۱۹۶۳)
- Oron Shagrir
- Stewart Shapiro (زادهٔ ۱۹۵۱)
- داریوش شایگان (۱۹۳۵–۲۰۱۸)
- Gila Sher
- آبنر شیمونی (۱۹۲۸–۲۰۱۵)
- Sydney Shoemaker (زادهٔ ۱۹۳۱)[b][c]
- Henry Shue (زادهٔ ۱۹۴۰)
- Richard Shusterman
- Theodore Sider
- John Silber (۱۹۲۶–۲۰۱۲)
- Peter Simons (زادهٔ ۱۹۵۰)
- پیتر سینگر (زادهٔ ۱۹۴۶)[b][c]
- Walter Sinnott-Armstrong (زادهٔ ۱۹۵۵)
- بی‌اف اسکینر (۱۹۰۴–۱۹۹۰)[d]
- Lawrence Sklar (زادهٔ ۱۹۳۸)
- John Skorupski (زادهٔ ۱۹۴۶)
- Brian Skyrms (زادهٔ ۱۹۳۸)
- Aaron Sloman (زادهٔ ۱۹۳۶)
- Michael Slote
- پیتر اسلوتردیک (زادهٔ ۱۹۴۷)
- Hans Sluga (زادهٔ ۱۹۳۷)
- جی. جی. سی. اسمارت (۱۹۲۰–۲۰۱۲)[a][b][c][d]
- Barry Smith (زادهٔ ۱۹۵۲)
- Huston Smith (۱۹۱۹–۲۰۱۶)
- Michael A. Smith (زادهٔ ۱۹۵۴)
- Tara Smith (زادهٔ ۱۹۶۱)
- ریموند اسمولیان (۱۹۱۹–۲۰۱۷)
- ژوزف دی اسند (زادهٔ ۱۹۳۸)
- Scott Soames (زادهٔ ۱۹۴۶)
- Elliott Sober (زادهٔ ۱۹۴۸)
- آلن سوبل (زادهٔ ۱۹۴۷)
- Robert C. Solomon (۱۹۴۲–۲۰۰۷)
- Joseph Soloveitchik (1903–1993)[d][e]
- Richard Sorabji (زادهٔ ۱۹۳۴)[b][c]
- عبدالکریم سروش (زادهٔ ۱۹۴۵)
- David Sosa
- ارنست سوسا (زادهٔ ۱۹۴۰)[b][c]
- تامس سول (زادهٔ ۱۹۳۰)
- David Spangler (زادهٔ ۱۹۴۵)
- Herbert Spiegelberg (۱۹۰۴–۱۹۹۰)
- Robert Spitzer (زادهٔ ۱۹۵۲)
- گایاتری چاکراورتی اسپیواک (زادهٔ ۱۹۴۲)
- ولفگانگ اشپون (زادهٔ ۱۹۵۰)
- Timothy Sprigge (1932–2007)[b][c]
- Susanne Sreedhar
- Edward Stachura (۱۹۳۷–۱۹۷۹)
- رابرت استالنکر (زادهٔ ۱۹۴۰)[b][c]
- Jason Stanley (زادهٔ ۱۹۶۹)
- کیم استرنلی (زادهٔ ۱۹۵۰)
- Charles Leslie Stevenson (1908–1979)[b][c][d]
- Helen Steward (زادهٔ ۱۹۶۵)
- Stephen Stich (زادهٔ ۱۹۴۳) [b][c]
- Bernard Stiegler (زادهٔ ۱۹۵۲)
- Dejan Stojanović (زادهٔ ۱۹۵۹)
- Patrick Stokes (۱۹۷۸)
- Jeffrey Stout (زادهٔ ۱۹۵۰)
- David Stove (۱۹۲۷–۱۹۹۴)
- Galen Strawson (زادهٔ ۱۹۵۲)
- پیتر استراوسن (۱۹۱۹–۲۰۰۶)[a][b][c][d]
- Gisela Striker (زادهٔ ۱۹۴۳)
- Barry Stroud (1935–2019)[b][c]
- Eleonore Stump (زادهٔ ۱۹۴۷)
- کس سانستاین (زادهٔ ۱۹۵۴)
- Patrick Suppes (۱۹۲۲–۲۰۱۴)
- Norman Swartz (زادهٔ ۱۹۳۹)
- William Sweet
- ریچارد سوئین‌برن (زادهٔ ۱۹۳۴)[a][b][c]
- David Sztybel (زادهٔ ۱۹۶۷)

## T
- سید جواد طباطبایی (زادهٔ ۱۹۴۵)
- نسیم نقولا طالب (زادهٔ ۱۹۶۰)
- Robert B. Talisse (زادهٔ ۱۹۷۰)
- Tang Junyi (1909–1978)[a]
- آلفرد تارسکی (۱۹۰۱–۱۹۸۳)[a][b][c][d][e]
- Alfred I. Tauber (زادهٔ ۱۹۴۷)
- چارلز تیلور (فیلسوف) (زادهٔ ۱۹۳۱)[a][b][c][d]
- Kenneth Allen Taylor (۱۹۵۴–۲۰۱۹)
- Richard Taylor (1919–2003)[b][c]
- Placide Tempels (۱۹۰۶–۱۹۷۷)
- نیل تنانت (فیلسوف) (زادهٔ ۱۹۵۰)
- Paul Thagard (زادهٔ ۱۹۵۰)
- Irving Thalberg Jr. (۱۹۳۰–۱۹۸۷)
- Helmut Thielicke (1908–1986)[d]
- Amie Thomasson (زادهٔ ۱۹۶۸)
- Paul B. Thompson
- Judith Jarvis Thomson (زادهٔ ۱۹۲۹)[a][b][c]
- Claudine Tiercelin (زادهٔ ۱۹۵۲)
- تزوتان تودوروف (۱۹۳۹–۲۰۱۷)[d]
- استفان تولمین (۱۹۲۲–۲۰۰۹)
- Peter Tudvad (زادهٔ ۱۹۶۶)
- ارنست توگندهت (زادهٔ ۱۹۳۰)[b][c]
- Raimo Tuomela (زادهٔ ۱۹۴۰)
- Colin Murray Turbayne (۱۹۱۶–۲۰۰۶)
- آلن تورینگ (۱۹۱۲–۱۹۵۴)[b][c][d][e]
- Stephen Park Turner (زادهٔ ۱۹۵۱)
- مایکل تای (زادهٔ ۱۹۵۰)

## U
- Peter Unger (زادهٔ ۱۹۴۲)
- Ivo Urbančič (۱۹۳۰–۲۰۱۶)
- Alasdair Urquhart (زادهٔ ۱۹۴۵)

## V
- Johan van Benthem (زادهٔ ۱۹۴۹)
- بس ون فراسن (زادهٔ ۱۹۴۱)[b][c]
- Jean Vanier (۱۹۲۸–۲۰۱۹)
- پیتر ون اینواگن (زادهٔ ۱۹۴۲)
- فیلیپ فان پاریس (زادهٔ ۱۹۵۱)
- Francisco Varela (۱۹۴۶–۲۰۰۱)
- Juha Varto (زادهٔ ۱۹۴۹)
- جیانی واتیمو (زادهٔ ۱۹۳۶)[d]
- Achille Varzi (زادهٔ ۱۹۵۸)
- Adolfo Sánchez Vázquez (۱۹۱۵–۲۰۱۱)
- Henry Babcock Veatch (۱۹۱۱–۱۹۹۷)
- J. David Velleman (زادهٔ ۱۹۵۲)
- Dirk Verhofstadt (زادهٔ ۱۹۵۵)
- Michel Villey (1914–1988)[d]
- پل ویریلیو (۱۹۳۲–۲۰۱۸)
- Gregory Vlastos (1907–1991)[b][c][d]
- Eric Voegelin (1901–1985)[d]
- جان فون نویمان (۱۹۰۳–۱۹۵۷)
- Jules Vuillemin (۱۹۲۰–۲۰۰۱)

## W
- جرمی والدرون (زادهٔ ۱۹۵۳)
- Margaret Urban Walker (زادهٔ ۱۹۴۸)
- Mark Alan Walker (زادهٔ ۱۹۶۳)
- Douglas N. Walton (۱۹۴۲–۲۰۲۰)
- کندال والتون (زادهٔ ۱۹۳۹)[c]
- Michael Walzer (زادهٔ ۱۹۳۵)[b][c]
- Ernest Wamba dia Wamba (زادهٔ ۱۹۴۲)
- Hao Wang (1921–1995)[b][c]
- Georgia Warnke
- Geoffrey J. Warnock (1923–1996)[b][c]
- مری وارنوک (بارونس وارنوک) (۱۹۲۴–۲۰۱۹)[b][c]
- آلن واتس (۱۹۱۵–۱۹۷۳)
- Brian Weatherson
- سیمون وی (۱۹۰۹–۱۹۴۳)[a][b][c][d]
- Paul Weiss (۱۹۰۱–۲۰۰۲)
- Morris Weitz (۱۹۱۶–۱۹۸۱)
- کارل فریدریش فون وایتسزکر (۱۹۱۲–۲۰۰۷)
- آلبرشت ولمر (۱۹۳۳–۲۰۱۸)
- Peter Wenz (زادهٔ ۱۹۴۵)
- Cornel West (زادهٔ ۱۹۵۳)
- Jennifer Whiting
- دیوید ویگینز (زادهٔ ۱۹۳۳)[b][c]
- Dan Wikler (زادهٔ ۱۹۴۶)
- John Daniel Wild (۱۹۰۲–۱۹۷۲)
- Dallas Willard (۱۹۳۵–۲۰۱۳)
- برنارد ویلیامز (۱۹۲۹–۲۰۰۳)[a][b][c][d][e]
- Michael Williams (زادهٔ ۱۹۴۷)
- تیموتی ویلیامسون (زادهٔ ۱۹۵۵)[c]
- Jessica Wilson
- Margaret Dauler Wilson (۱۹۳۹–۱۹۹۸)
- Robert Wilson (زادهٔ ۱۹۶۴)
- William C. Wimsatt (زادهٔ ۱۹۴۱)
- پیتر وینچ (۱۹۲۶–۱۹۹۷)[b][c]
- Richard Dien Winfield (زادهٔ ۱۹۵۰)
- Kwasi Wiredu (زادهٔ ۱۹۳۱)
- John Wisdom (1904–1993)[b][c]
- Charlotte Witt (زادهٔ ۱۹۵۱)
- مونیک ویتیگ (۱۹۳۵–۲۰۰۳)
- Susan R. Wolf (زادهٔ ۱۹۵۲)
- اورزولا وولف (زادهٔ ۱۹۵۱)
- Jonathan Wolff (زادهٔ ۱۹۵۹)
- Sheldon Wolin (۱۹۲۲–۲۰۱۵)
- Richard Wollheim (1923–2003)[b][c]
- نیکلاس ولترستورف (زادهٔ ۱۹۳۲)
- آلن وود (زادهٔ ۱۹۴۲)
- Paul Woodruff (زادهٔ ۱۹۴۳)
- جان وورال (زادهٔ ۱۹۴۶)
- Crispin Wright (زادهٔ ۱۹۴۲)[b][c]
- جرج هنریک فون وریکت (۱۹۱۶–۲۰۰۳)[a][b][c][d]
- Jerzy Wróblewski (1926–1990)[d]
- Alison Wylie (زادهٔ ۱۹۵۴)

## X
- Xu Liangying (۱۹۲۰–۲۰۱۳)

## Y
- Stephen Yablo
- Cemal Yıldırım (۱۹۲۵–۲۰۰۹)
- Francis Parker Yockey (۱۹۱۷–۱۹۶۰)
- Arthur M. Young (۱۹۰۵–۱۹۹۵)
- Damon Young (زادهٔ ۱۹۷۵)
- Iris Marion Young (۱۹۴۹–۲۰۰۶)
- Jiyuan Yu (۱۹۶۴–۲۰۱۶)

## Z
- Santiago Zabala (زادهٔ ۱۹۷۵)
- Naomi Zack
- لیندا ترینکاس زاگزبسکی (زادهٔ ۱۹۴۶)
- دن زهاوی
- José Zalabardo (زادهٔ ۱۹۶۴)
- Edward N. Zalta (زادهٔ ۱۹۵۲)
- Marlène Zarader (زادهٔ ۱۹۴۹)
- Ingo Zechner (زادهٔ ۱۹۷۲)
- Eddy Zemach
- جان زرزن (زادهٔ ۱۹۴۳)
- Zhai Zhenming (زادهٔ ۱۹۵۷)
- Zhou Guoping (زادهٔ ۱۹۴۵)
- Paul Ziff (۱۹۲۰–۲۰۰۳)
- Robert Zimmer (زادهٔ ۱۹۵۳)
- Dean Zimmerman
- Michael E. Zimmerman (زادهٔ ۱۹۴۶)
- Alexander Zinoviev (۱۹۲۲–۲۰۰۶)
- اسلاوی ژیژک (زادهٔ ۱۹۴۹)[f]
- Elémire Zolla (۱۹۲۶–۲۰۰۲)
- Volker Zotz (زادهٔ ۱۹۵۶)
- François Zourabichvili (۱۹۶۵–۲۰۰۶)
- Estanislao Zuleta (۱۹۳۵–۱۹۹۰)
- Alenka Zupančič (زادهٔ ۱۹۶۵)
- Jan Zwicky (زادهٔ ۱۹۵۵)